# メダロット (漫画)
『メダロット』は、コンピュータゲームの『メダロット』シリーズを、様々な作者により漫画化したもの。

## ほるまりん版
同シリーズの原作者であるほるまりんが漫画化。『メダロット』から『メダロットG』が『コミックボンボン』に1997年6月号から2003年7月号まで連載された。
その後、『デンゲキニンテンドーDS』2009年11月号から2010年10月号まで『メダロットDS』が連載された。
2013年6月21日より新装版としてメダロットヒカル編の単行本が復刊される。
ゲームの発売に合わせて、『メダロット』（全3巻）、『メダロット2』（全4巻）、『メダロット3』（全2巻）、『メダロット4』（全2巻）、『メダロット5』（全2巻）、『メダロットG』（全2巻）、とタイトルを変えている。タイトルが変わるごとに各物語は一段落するが、全体のストーリーは繋がっている。
また、主人公が変わるたびに話が大きく変わるため、各作品の主人公の名前から、メダロットがヒカル編、メダロット2 - 4がイッキ編、メダロット5及びGがコイシマル編と呼ばれる。
根本的な設定が他メディアと大幅に異なる。例を挙げれば、ゲームではイッキ編はヒカル編の7年後の物語だが、漫画では12年後となっている。
メダロット達というよりメダルが明確に人格を持つと描写され、他メディアでは装備している機体名で呼ばれることがほとんどであるメダロット達は基本的にメダルの個体名で呼ばれ端役であろうと会話シーンが多くあり、その個性が強調される。メダロット作品は基本的におもちゃとしてのメダロットと社会との関係を描く傾向にあるが、ほるまりんの漫画版は特にその傾向が強く、様々な人物の思惑と陰謀が渦巻いている。ほるま特有のシュールギャグによる軽いノリを交えつつも、児童誌らしからぬ重いテーマを扱うことも多いシリアスな側面が強い作風となっている。特にシリーズが進むにつれて登場人物の言動には子供向けコンテンツやおもちゃに対しての風刺的要素を持つものが多くなっていき、ギャグ面においても現実の出来事を皮肉ったものも見受けられる。これは、「2」を連載する際に、当時のコミックボンボンで書かれていた漫画の幼年誌にありうる背伸びの傾向をテーマに「力強さ」「情緒豊かさ」「利口さ」の内、少なかった3番目の利口さの方向で進んだためとなっている。
ゲーム版では数字のやり取りのみで表現している効果に視覚的な説明がなされていることが特徴の一つで、アンチエアや変化といったゲーム版では特に原理が説明されていないパーツの機構も描かれる。数あるメディア作品の中でもメダロットの破壊描写が顕著であり、ちょっとした攻撃でパーツがはじけ飛び、オイルを血、部品を骨や臓器に見たてた演出が多い。またメダロットたちも傷つくたびに悲鳴を上げる。

### ストーリー
メダロット（コミックボンボン 1997年06月号 - 1999年04月号掲載）
主人公はあがたヒカルとメタビー。3巻を通したストーリーとしてはロボロボ団とヒカル達が戦う流れになっている。シリーズにおいて重要な「魔の十日間」が発生する。
全体の流れはゲーム版とほぼ変わらないが、ストーリー性が希薄だったゲーム版『1』の補完的役割も持ち、アレンジされつつもヒカル達の日常を描く。
また、以降シリーズのキーパーソンとなる節原教授とロクショウの存在、そしてマザーメダロットが登場しているなど早くも相違点が見られる。
最後の二話は外伝であり1970年代のロボロボ団とメダロット博士のメダロット開発秘話、『1』よりあとのメタビーとロクショウの姿を描いた話などである。
市販メダロットの攻撃力が高く、電柱や車を破壊するなど派手な効果が多かった。
メダロット2（コミックボンボン 1999年05月号 - 2000年06月号）
主人公は天領イッキとメタビー（ヒカルのメタビーとは違う）。4巻を通したストーリーとしてはヘベレケ博士率いるロボロボ団とイッキ達が戦う流れになっている。
この作品から明らかにゲーム版とのシナリオの差別化が見られるようになる。特に最終決戦においては戦闘描写よりもメタビーとラスト、メダロット博士とヘベレケ博士のそれぞれの問答に力が入れられており、そこではゲーム版の「恐るべき兵器たるメダロット」という点よりも「生物としての脅威たるメダロット」という、後の作品にも繋がるテーマを強く描き出している。
メダロットの攻撃力はこの作品から抑えられている。
メダロット3（コミックボンボン 2000年07月号 - 2001年02月号掲載）
主人公は天領イッキとメタビー。2巻を通したストーリーはメダロット社の技術者を父に持つ少年タマオ・ピルバーレンの成長を主軸とし、メダロット社内部の暴走し始める一部勢力による陰謀にイッキ達が巻き込まれていくというもの。
「しゃべる虫」が登場し、いよいよメダロットについての謎に触れ始める。また閑話における野良メダロットのブラックビートルの顛末は少年誌らしからぬ展開を以ってイッキ達に重い現実をうかがわせた。本作もゲーム版とは全くシナリオが違っているが「環境」というテーマにゲーム版とは違った視点で作品作りをしている。
メダロット4（コミックボンボン 2001年04月号 - 2001年11月号掲載）
イッキ編の最終章。2巻を通して過去の伏線を使いつつ、マザー達を通してメダロットの起源が明らかになっていく。
月のマザーのメダルが入った「復元体」が「グレイン」の形状に酷似している点以外にゲーム版との共通点を見出すのは難しい。
ゲーム版『4』はシリアス寄りだった『3』の反省で明るいノリに戻っていたが、漫画は逆にシリアスを突き詰めたシリーズでも最も重い内容となっている。
連載前に掲載された予告編では、マザーから街を守る自衛隊、謎の集団に制圧されるセレクト隊、海岸に打ち上げられるメダビーなどの場面が描かれたが本編ではそれらの場面はなかった。
メダロット5（コミックボンボン 2001年12月号 - 2002年06月号掲載）
主人公はテンサンコイシマルとオメダ。2巻を通したストーリーは転校してきたコイシマルが徐々にすすたけ村に打ち解けていき、同時に村中を暗躍する謎の人物の陰謀に巻き込まれていくというもの。ロボトルシーンで「充填」「放熱」などと言ったゲーム版の要素が取り入れられた。
久々にゲーム版に比較的忠実なシナリオだが、作者曰く「色々な都合」により全12話のところを全7話に短縮されており、後半部分は非常に急な展開となっている。
メダロットG（コミックボンボン 2002年08月号 - 2003年07月号掲載）
主人公はテンサンコイシマルとオメダ。2巻を通したストーリーは村長によるすすたけ村へのメダリンピック誘致計画にコイシマル以下メダロット部員達が協力するところへ、元村長秘書のアラクネが再び張り巡らせた陰謀が展開していくというもの。
過去シリーズでも何度か触れられた「メダロットの寿命」がテーマとなっている。
メダロットDS（デンゲキニンテンドーDS2009年11月号 - 2010年10月号掲載）
新米メダロッターアズマとメダロットガンのロボトルと成長を描く。
新規ユーザーの確保という目的もあり、キャラクター紹介と基本的設定の説明が内容の大半を占める。
ほるまりんの漫画版メダロットにおいて、主人公が敵を倒して終結させる王道的描写はこの作品が初である。

### 登場キャラクター（ほるまりん）
登場するメダロットの個体名には金属に関係したネーミングが多い。

#### メダロット
登場する人間には稲作に関係した名前が付けられている。
あがたヒカル
初代メダロットの主人公。やや内向的ではあるが調子の良い少年。当初はメダロットには興味はなかったが、愛犬ボナパルトがカブトメダルを拾ってきたのを期に、メダロットマニアだった父親にKBT型メタルビートルを（強引に）譲られ渋々メダロッターになる。当初はメダロットをくみ上げることすら面倒くさがっていたが、ロボロボ団との初めての敗戦以降、メダロットへの情熱に目覚め、以降「魔の十日間」事件を解決するなどメダロット世界の伝説的人物へ成長する。メタビーに自分が考えた名前をつけても拒否されたり、夏休みでも赤いコートのような服装と、ネーミングセンスとファッションセンスはあまりよろしくはない。
三ヵ月間意識を失い寝たきりであったにもかかわらず、意識を取り戻すや、すぐに走るなど身体能力は高い。
メタビー（ヒカル）
カブトメダルでパーツはメタルビートルを使用。あるロボロボ団員が入手したが、偶然、ヒカルの投げた棒により失神。ボナパルトがメダルを拾ってきてヒカルと出会う。
ヒカルの最初のメダロットであり、パーツは父親が徹夜で並んで購入したという高級品であり、ヒカルにより装甲が強化されている。性格は粗暴だが、自分を犠牲にしてヒカルをビーストマスターから守り、死の恐怖に怯えるヒカルを励まし、廃校となった学校で食太郎に付き合おうとするロクショウの「可哀想」という考えを逆に「可哀想」と批判したり、やや精神的に大人と覚える部分がある。第3話まで名前が付けられず（ヒカルが忘れていた）ヒカルに名前を付けられるも気に入らなかったため自ら「メタルビートル、略してメタビー」と名乗る。ヒカルが考えた名前は、ムシムシムッシー略してムムム、クヌギジュエキー、スイカシルシル、モグモグフヨードであった。
『3』では1コマしか出番がなく『4』で左目にキズを負った姿でイッキ達に立ちはだかった。怪盗レトルトのメダロットとして活動するときは、1号機とよばれる。
シリーズでもトップクラスの強力なメダロットとして描かれ、射撃パーツで格闘を行いイギリス代表機を一撃で機能停止させたこと（『2』においてイッキのメタビーが同様の攻撃を行ったが自らの腕も壊れてしまった）や、数十体の同型機を仲間二体と共にほとんど無傷で機能停止させることもあった。
秋田キララ
ヒカルの幼馴染で、ヒカルの頭が上がらない相手。愛機はセーラーメイツで、アルミという名前を付けている。優秀なメダロッターであり『2』からはメダロット社で働き、メダロット博士と怪盗レトルトに協力している。
二毛作ユウキ
メダロット社の御曹司。愛機はロールスター。優秀なメダロッターであり、彼に勝ったヒカルは世界ロボトル大会へ出場することになった。気障な性格だが、メタビーのメダルが壊れた時は社員を総動員し、自身も徹夜でメダルを修復する方法を探すなど友達思いな行動も取る。
イッキ編では怪盗レトルトの正体がヒカルであると知らなかった。
パディ
ユウキのガールフレンド。愛機はベティベア。
イセキ、ヤンマ、クボタ
ヒカルやキララのクラスメートで紅一点のイセキがリーダーの悪ガキ3人組。愛機はイセキはマゼンタキャット、ヤンマはシアンドッグ、クボタはイエロータートル。
ロボロボ団との戦いでは、ヒカルたちと共闘している。
タイフーン
「チカラヅクのタイフーン」を名乗る。ロボロボ団のリーダー格で、表の姿はセレクト隊のリーダー、タイヨウ。ロボトルディフェンディングチャンピオンでもあった。詳細は不明だがヘベレケ博士の命令を無視し、独断で「魔の十日間」を起こす。終盤、崩壊するセレクトビルから宇宙人達に救いだされたが、その時の記憶を消されたヒカルたちとは違い、嫌がらせとして一部の記憶を残されている。しかし、誰にも信じてはもらえなかった。
レイカ
「ヒステリーのレイカ」を名乗るロボロボ団幹部。表の姿はセレクト隊女性隊員ミノリ。
イナゴ
「ヨナキのイナゴ」を名乗るロボロボ団幹部。表の姿はセレクト隊幼児隊員ダイチ。
スズメ
「モノワスレのスズメ」を名乗るロボロボ団幹部。表の姿はセレクト隊老人隊員カカシ。「マジカルピエロ」とその手下ニセメタビーを使って悪事を働く。また、若い頃にタイヨウを引き連れ、アキハバラの製作したメダロット試作0 - 3号を盗み出し、トイレットペーパー強盗をしたこともある（オイルショックに便乗しての悪事。しかしオイルショックは2年も前の話であり、新聞を読まなかったために気付かなかった）。
ビーストマスター
メタビーのカブトメダルを消すためにロボロボ団が用意したメダロット。通常のメダロットを遥かに凌ぐ強力無比の攻撃パーツを搭載しており、特にデスブラストは衛星軌道上にすら到達したり、山を吹き飛ばすほどの威力を誇る。メタビーの強化装甲、ロクショウのスラフシステム、カブトメダルのデータを組み合わせて作られた。メダロットとしては恐ろしくエネルギー消費量があり、外部電源からの無数のコード（脚部パーツ「スパゲティ」）に繋げられた状態でしか行動できない。一度はデスブラストでメタビーをメダル、ディンペットごと破壊する。最終決戦ではビルと感覚をリンクしていたが故にビルを破壊するブラックメイルに逆上し、捕食。更にヒールエンジェルも瞬殺して暴走する。しかしロクショウにスパゲティを切られた事でエネルギー供給ができなくなり、デスブラストすらメタビーに殆どダメージを与えられないほどに弱体化。最後は崩れゆくビルの中でタイヨウを瓦礫から守り姿を消すが実は海に流れており、『2』で浜辺に流れ着いていた所をコウジとカリンに見つけられ、コウジのメダロットとなる。「魔の十日間」後、大人たちの情報操作により急遽、メダロット社開発の製品として販売された。その結果、ロボロボ団関与の情報はゴシップレベルとして語られる。
ムラクモノミコ
『1』の後、行方不明になっていたビーストマスターをコウジ達が海で発見し、その正体も知らず修復したもの。命名はコウジだが、サラミには「変」と言われている。過去の記憶は無く、ロボロボ団の命令には従わないがコウジの事は主人だと認識している模様で懐いている。但し、時々命令を聞かず敵メダロットを捕食することもある。エネルギー消費をカバーするため、出撃時はスパゲティを巨大バッテリーに繋げている。
ブラックメイル
ロボロボ団が魔の十日間時に使用したメダロット。メダロット社が「某国で難民を匿う教会を警護するために」ヒールエンジェルと共に開発された機体である。メダロット社でも珍しく実戦のために作られただけあって、圧倒的な攻撃力を有する。その威力は自らのボディすら壊してしまう程だが、ヒールエンジェルの指令電波により装甲内のナノマシンが機体を修理することで運用上の問題をクリアしている（独立動作するスラフシステムには劣る）。
ロボロボ団が魔の十日間時に使用した機体は、圧倒的な性能でメタビー達を追い詰めるがタイヨウの指令は聞かなかった（外国製ゆえ言葉が通じないのではないかとタイヨウは推理した）。結果、ろくに命令を聞かず戦場であるビルを破壊、ビルと感覚をリンクさせたビーストマスターが逆上し捕食され機能停止した。
魔の十日間後、メダロット社の情報操作により全世界666体限定発売された。
ヒールエンジェル
ロボロボ団が魔の十日間時に使用したメダロット。メダロット内のナノマシンに指令を与え、機体を修理させる機体。
魔の十日間時にロボロボ団が使用した機体は逆上したビーストマスターに破壊された。
ロクショウ
クワガタメダルでパーツはヘッドシザースを使用。名前は緑青から来ている。ヒカルの父曰くヘッドシザースもメタビー同様にレアらしい。節原源五郎教授のメダロットだったが教授の死亡とともに記憶を失いメダロット博士に保護される。教授がつけた本当の名前は「ヨウハク（洋白）」。ボデイには節原博士の開発した「試作型スラフシステム」を搭載している。サムライのような口調で話し、性格も冷静沈着だが時にはお茶目な一面も見せ、悪ノリしたヒカル達に変なパーツばかり付けた時は堪忍袋の尾が切れてヒカルをボコボコにしてしまった。戦っている最中に高揚し不意を突かれることがしばしば。
『2』ではダニーやバートンとともに金色のカブトムシを探す旅に出ている。「魔の十日間」後、野良メダロットである彼は様々なものを失い、サムライ口調で話すこともなくなった。戦闘能力は常軌を逸したものがあり、人工筋肉の力を通常の数倍引き出し、日本トップレベルの実力を持つラムタムを護衛のメダロットもろとも、あっという間に切り捨てたほどである。圧倒的な実力を持ちながら、闘うことを拒み続けるが、コウジの家でビーストマスターを発見すると、コウジ邸のメダロットを壊滅させ、ビーストマスターの引き渡しを要求する。しかし、ロボロボ団の襲撃の際にビーストマスターが記憶を失ったことを知り、カリンの懇願を受けて刃を収めた。そして、イッキ達の前から姿を消す。
『G』最終回で登場し、すすたけ村で人からマントをもらうシーンがある。
『DS』ではマカイロドウスを装着し「ろのじ」と名乗るメダロットがマントを羽織って登場したが、関係性は不明。
メダロット博士
メダロット界の権威。本名はアキハバラ アトム。メダルの培養理論を確立した節原教授の弟子で、メダロット社を設立してメダロットの実用化と普及を成し遂げた人物である。
当初はメタビーを横暴にも研究材料にしておきながらいざキレられると逆ギレしたりなど、コミカルな面が目立つ人物だったが、ヒカル編終盤から策謀家の面が姿を現しメダロット社の命令を離れた独断や破壊工作も行う。私利私欲で動いているわけではなく人としての情もあるが、人間やメダロットをコマ扱いすることにはためらいがなく、必要であれば罪なき一般市民への攻撃も行う。
基本的にはニモウサク一族の派閥に味方しているが、『2』からはメダロット社にも秘密のエージェントとして怪盗レトルトを使役し、何かの「計画」を進めている。
『2』終盤、浮遊要塞で「メダロットと人間は手を取り合って生きて行ける」という主張をヘベレケ博士に理想主義であると批判され、反論することができず最終回を迎えた。
節原源五郎教授
メダル理論の提唱者で、メダロット博士やヘベレケ博士の師匠。それまで機械工学のみに頼ってきたメダロット開発において、生物学の方面からアプローチした人物。スラフシステムを開発し、彼との関わりからメダロット博士はマッスルケーブルの着想を得る。ロクショウの開発者であり主人でもあった。
心について研究するため、ダニーとバートンを作る。しかし、「二体」は心を有することができず、節原博士は彼らによく謝っていた。
絶滅寸前の金色のカブトムシを保護し、その話を聞いた子供たちにも慕われていたがロボロボ団の襲撃をうけ、金色のカブトムシを失ってしまう。その後は体調を崩しロクショウに金色のカブトムシ保護を託しこの世を去る。
ゲームでは「虫博士」として存在が語られるが既に故人。
バートン
節原博士により改造されたしゃべるオウム。節原博士死亡後はダニーと研究所で失踪したヨウハクの帰りを待っていた。『2』においてキララやヒカル達とも接触していることが分かった。
ゲームでは虫博士の生前の言葉を再現するオウムとしてのみ登場。
ダニー
節原博士の開発したダニ型実験用ロボット。シミュレーションマシンとしてスラフシステムのデータを保管している。ロボロボ団に拉致されスラフシステムのデータを奪われた。
ミスターうるち
ロボトル協会公認レフェリー。ロボトルあらば、どこからでも出現する。奇抜なコスプレや演出で登場する。イッキ編からも引き続き登場。一時期アングラ派の謀略により、審判の職を解雇された。
ヒヨコ売り
漫画の初期から登場していた、特に目立った活躍もないキャラクターだったが終盤で監視員だということが明らかになる（所属は不明）。「魔の十日間」後、ヒカル達の前から姿を消す。イッキ達とも接触した。宇宙人の存在を少なくとも『4』まで知らされていなかった。
テラカド
公正なロボトルが行われているか監視するロボトル監視衛星。違反者には吹き矢で制裁を加える。1号は「ニンニンジャ」型、2号は「ゲットレディ」型、さらに何号機目かは不明だが高出力レーザー砲を装備した、セレクトビルを攻撃する為に打ち上げられた多数の衛星も登場している。またアニメ版には「ワイヤーニンジャ」型の3号が登場した。ロボトル以外にもメダロット社の監視衛星として働いており、月の裏側の調査もした。ゲーム版『R』でも存在は語られている。
一度、大気圏突入するメタビーを救うべく自らが盾となり燃え尽きるも、メダルは無事だった。ビーストマスターとの決戦では衛星軌道上からセレクトビルごと攻撃しようとした（ヒカル達が中に居る事は知らない）が、ビーストマスターのデスブラストで破壊された。しかし今度も辛うじて無事だったらしく、エピローグでは入院していた。 『2』終盤ではジャミングにより反則行為の処罰が出来なかった。
宇宙人
メダロットの殖えた地球を監視するために宇宙から来たメダロット「コスモエイリアン」。UFOに乗って現れ、赤い光を放つ記憶消去装置を使う。カブトメダル破損時にはメタビーの魂（？）の前に現れ、「生き返ること」の是非を語りつつもその意思を確認した。一方、現実では変化能力でヒカル達を翻弄していた（似ていなかったり、ボナパルトの姿で「ボクガホンモノデスヨ」と言ったりなど、やり方は今一つだった）。
メタビーのメダルを修復し、崩れ落ちるセレクトビルからヒカルたちを助け出した。しかし記憶を消去したため、ヒカル達は覚えていない（勝手に宇宙人を名乗ったタイヨウは嫌がらせに記憶を残され、ショックを受けていた）。ロズウェル事件では同種の宇宙人が人類に捕獲、殺害されメダロット開発のサンプルとされた。「魔の十日間」の対策会議では日米両政府は宇宙人の存在をいないという前提で会議をしていたが本当に彼らが知らなかったかは不明。少なくともアメリカ政府側の一人は存在を知っていた。
メダロットという存在についての設定（解釈）がゲーム版と異なる事、またマザー達とは違う行動原理で動いている事から、彼らの立場は極めて不明瞭なものとなっている。
他の生物や機械に内部機構も含め「変化」する。欠損したパーツを他の物質で再生するなど、人類のコピーしたメダロットとは違うボディを持っている。
ボナパルト
ヒカルの飼い犬。第一話、ヒカルの投げた棒切れの代わりに、メタビーのメダルを拾ってきた。時々、メタビーの脚部パーツとして活躍する。ほるまりんのデビュー作はナポレオンである。
オオミヤテツヒト
ヒカルたちの学校の校長。メダロット博士の古くからの友人である。メダロットが開発されているころ、弐脚メダロットのバランサー補強用に脚部パーツ「パワーオチツカー」を作った。また、メダロット用の武器として「メタルキャノン」を作った。「メタルキャノン」はスズメたちによる試作メダロット強奪事件のあと、「物騒だから」という理由で封印されることになったが、しばしば、使っている。使用メダロットはナンテツ。懐中時計型メダロッチを使う。
　ナンテツ
「サムライ」のパーツを装着したメダロット。老人めいた口調で話す。ロボロボ団や暴走メダロットから学校を守るため戦うこともあった。力量は高く、多数の相手をものともしない戦いが出来る。時々、「メタルキャノン」を装着している。
食太郎（しょくたろう）
山中の廃校でかつて生徒と共に過ごした日々を忘れられずにカラスを使ってメダロッチごとメダロットを廃校に連れて来て授業を受けさせていた野良メダロット。メタビー（ヒカルの相棒）とロクショウが彼の扱いについて言い争う姿を見て一言「ありがとう」と言い残し（言ったのはカラスだが）、メダロッチを持ち主達のもとへ返していった（カラスが）。その後宅配便でヒカルのもとへやって来てからはヒカルのメダロットとなる。この様子から、彼に同情的だったロクショウも「同情して損した」とぼやいている。漫画版『4』にも登場。不意打ちではあるがヒカルのメタビーとロクショウを一度に倒したこともある。怪盗レトルトのメダロットとして活動するときは紙袋を被り、『2号機』と呼ばれる。『1』番外編では爆発するミサイル、『3』では貫通するミサイルを使った。

#### メダロット2 - 4
酒造にちなんだ名前が人間に付けられている。
天領イッキ
チョンマゲに似た髪型が特徴の少年。熱しやすく冷めやすい性格の持ち主で、どこか冷めた一面も見せる。メダロット好きだが、父親に止められていた。だがカブトメダルを拾ったのがきっかけとなり、メダロット（KBTシリーズのメタルビートル）を購入、ロボトルを続ける過程で多くの友人や事件と出会う。『4』で最後に怪盗レトルトと別れたときは、その正体やメダロット博士との繋がりも知らず、確執を持ったまま決別した。終盤ではそれなりの実力者となるが、他メディアとは違い、公式試合などで成績を残すことはなかった。
『DS』では彼と同性の人物がコンビニの店員をしている。ゲームでは彼が明確にイッキであるとされるが、漫画では明言されていない。
メタビー（イッキ）
KBT型「メタルビートル」のパーツを装備した、イッキの愛機。我の強い性格。イッキは旧式でもKBT型に憧れており、購入のための貯金もしていた（豚の貯金箱が山積みになるほどだが、アリカの新聞によると1万円位だったとの事）。元々はこのヒカルの勤めるコンビニの店長が息子の土産へと先に買っていったが、イッキの熱意を買ったヒカルが独断で所有権をイッキに譲った（その後、ヒカルは店長にこっ酷く叱られたらしい）。『3』でタマオ・ピルバーレンに負けてからは新型KBT「サイカチス」を装着する。レアメダルでありメダフォースを暴走させたことがある。『4』では月のマザーのメダフォースを跳ね返した。
『DS』で「めのじ」と名乗りマーサイラモンを装着するメダロットが登場するが、関係性は不明。
甘酒アリカ
イッキの幼なじみの強気な少女。ジャーナリストになるのが夢で学校では新聞部。
ブラス
アリカの愛機。常に一緒。装備しているパーツ名は「セーラーマルチ」。デザインはほるまりんが描いたゲーム版に近い。射撃型のメタビーとチームを組むのであれば格闘型になった方がよいのではと考え、「プリティプライン」を装備することもあったが、初装着時は理性を失い、敵味方の区別無く攻撃を加える有様であった。その後は落ち着き前衛戦闘を担当することもある。
辛口コウジ
イッキのライバル。エリート意識が強く、一人称が「僕」、キザな性格でイッキをイッキ君と呼ぶ。いわゆる、「金持ちなライバルキャラ」。イッキ達との戦いで初めて被弾し、プライドを傷つけられる。しかし、勝つことだけがロボトルじゃないと気付く。その後、結果を出せないことに悩むタマオピルバーレンに対し、楽しむロボトルを教える。
虫嫌いだが虫には詳しい。
ラムタム
コウジの愛機。スミロドナットを装着する。コウジ同様非常にプライドが高く、今まで十円傷一つつけられたことがなかったため、メタビーに傷を負わされたショックは大きかった。しかし敗北を乗り越えることでコウジとともに成長。のちに「エクサイズ」のパーツに換装する。
純米カリン
コウジの幼なじみのお嬢様。優雅で心優しい性格だが、「秋ナスは嫁に食わすな」という言葉を「秋ナスはよ、目に食わすな」だと思って直視してはいけないものだと勘違いするなど、天然ボケな一面もある。メダロット博士の親戚。
クイックシルバ
カリンの愛機。セントナースを装着し、メダロットの装甲内に潜むナノマシンに指令を与え、修理させることができる。
あがたヒカル / 快盗レトルト
『1』の主人公であり普段はコンビニでバイトをしている大学生（ゲームでは高校生）。魔の十日間後、一時期有名人だった。片腕を骨折した状態で電柱に登るなど、その身体能力は依然として高い。人間関係に問題を抱えている様子があり、メダロット博士にも心配されている。年単位でミスターうるちとは交流が途絶えていた。
変装し、謎の人物、怪盗レトルトとして活動することもある。また、任務外にも人助けを行っており、人々からの評判は悪いものではなく、ヒーローとして扱うものも多い。その実態はメダロット博士直属の工作員であった。怪盗レトルトとして活動するときは捕縛ガン、パンチガン、催眠手投げ弾、簡易転送衛星などを扱い、メダロットを使うときは隠蔽パーツで姿を消させて運用することが多い。
『2』序盤ではセレクト隊からは怪盗レトルトはロボロボ団の関係者ではないかと疑われていた。『4』において、マザーメダロットの情報を流させないために虫マニアの集会場を襲撃、設備を破壊する。その場にいたイッキ達に追われ、仕方なく応戦し、圧倒的な実力でイッキ達を倒した。
虫マニア襲撃後はコンビニをやめ、イッキ達の前から姿を消す。しかし、メダロット博士に諭され、月のマザー死亡後にイッキ達の元へ戻ってきた。
なお、ほるまりんの漫画版はダークヒーローとしての一面が強く描かれ、最後まで怪盗レトルトの正体を明かさなかった作品である。
キクヒメ
隠すわとるわの三悪人「スクリューズ」のリーダー。愛機はペッパーキャット。初期はロングスカートで、暗い性格だった。
ペッパーキャット
キクヒメの愛機。通称「セリーニャ」。メタビーとブラス相手にバルトとゾーロクを従えて戦う様を見てヒカルとうるちが昔懐かしむ場面もあった。
イワノイ
スクリューズの一員。愛機はシアンドッグを装着させたバルト。イッキとのロボトルでパーツ一式を奪われたあとは「2」のエンブレムが描かれたシアンドッグを装着することもあった。
カガミヤマ
スクリューズの一員。愛機はキースタートルを装着させたゾーロク。ゾーロク（蔵六）とは亀を表す言葉。
天領 ジョウゾウ
イッキの父。セレクト隊隊員。
天領 チドリ
イッキの母。『2』終盤、自宅を接収したセレクト隊に対し嫌な客が早く帰るおまじないをした。
サケカース
ロボロボ団を率いるリーダー。『DS』で再び登場したときは「～ロボ」といった語尾は使わず、前作とも違う飄々とした様子でアズマ達を翻弄した。
スルメ
ロボロボ団幹部であり、紅一点。
サラミ
ロボロボ団幹部。
シオカラ
ロボロボ団幹部。
ヘベレケ博士
ロボロボ団首領。メダロット博士の同期生。現実主義者であり、メダロットが自我を持つことによって人間と敵対する可能性を危惧し、理想論を語るメダロット博士と対立している。ゲームのようなコミカルでスケベな部分は殆ど見られず、その悪行も自身の主張をメダロット博士や世間に認めさせるためというシリアスなキャラクターになっている。但し、多数派として認められたメダロット博士などに対し嫉妬している点は同じ。ロボロボ団以外にも多数の部下を社会に紛れ込ませている。自分の行いが自然の流れに逆らっていることは自覚しているらしい。『2』の最後はラストと共にフユーンの墜落に巻き込まれたと思われたが生きており、『3』終盤で再び姿を見せる（本人曰く、フユーンにシートベルトを付けといてよかった）。
アワモリ
セレクト隊の二番隊隊長。ゲームでは他人の手柄を横取りすることも厭わない小物だったが、漫画版ではやりすぎな面もありながらも、セレクト隊の地位を取り戻すため、真剣に治安維持活動に取り組む人物として描かれる。
トックリ
セレクト隊の二番隊副隊長。ゲームでは誠実故にアワモリに振り回される人物だったが、漫画ではアワモリの方針に対し冷笑的になることも多い。
かんちゃん
アリカの知り合い。化石を発掘するのが趣味で死んだメダルもよく掘っている。
タマオ・ピルバーレン
漫画版『3』に登場するメダロッターの少年。父親はメダロット社の技師で、2人でチューンしたメダロットでロボトルに勝利することで、父親の名を上げようとする。愛機はKWG型「ドークス」のパーツを装備するエレクトロン。イッキがメダチェンジするメダロットと戦ったことがなかったこともあり、一度はイッキを倒すが、「サイカチス」のパーツに換装したメタビーに敗れる。以来打倒イッキに執念を燃やし、そこをロボロボ団幹部に利用されもした。性格は未だ子供で、最初は自分の思い通りにいかないと癇癪をたてていたが、次第に成長していく。
ゲーム版『4』にも登場。イッキを名字で呼ぶ珍しい人物で、メダバード大会に出場した。

#### 2 - 4のサブキャラクター
『2』の登場人物
ボウズ世良多とギブソン木崎
『2』第1話で私有地に不法潜入しメタビー（イッキ）のカブトメダルを盗掘、それぞれ「サボテンナ」と「デスフェニックス」を使用する。ボウズ世良多のほうが立場が上。怪盗レトルトに縛られセレクト隊に捕まるが解放され、メダルが落ちていないかと逮捕現場を探索、メダルを拾うイッキを発見した。その後、イッキの家へ押しかけメダルを奪おうとするも起動したメタビーに倒され、逮捕される。その後も悪事を行っている。
イヨヨカ（P-04号）
メダロット社(株)でテストを行っている腕利きの飛行メダロット（レディブースター一式）。
魔の十日間でメダロット博士が動員したメダロットから教育を受けており、その教官から共に戦ったメタビー（ヒカル）の話を聞かされ、憧れるようになった。
イッキ達がメダロット社を訪れた時に、KBTを装備し、なおかつ、名前が同じであるためメタビー（イッキ）に恭しい態度を取るが別人であることがわかると、すぐに態度を変え、偽物呼ばわりをする。
それに腹を立てたメタビー（イッキ）と飛行パーツを装着しての空戦ロボトルを行う。メタビーが空戦に不慣れということもあり、有利に勝負を進めた。しかし、メタビーの放った反応弾で逆上したカラス達に襲われ、両者は墜落する。その後、いち早く態勢を立て直したメタビーに撃たれ敗北した。
横有木はさみ
ランキングに名を連ねたイッキを狙って現れる。メダロットはタラバクラバ。ヘベレケの改竄によってメダロッターランキング3位になったイッキとメタビーを倒してメダロッターランキングに名をつらねようとするが敗北した。
ストンミラー（劇中に明確な呼称はない）
ロボロボ団が所有するメダロットで、ヘベレケの命令でイッキ達の前に現れる。メタビーを倒すために送り込まれたが、ヘベレケ博士によるメダリアシステムの負荷に耐えられず、精神が崩壊していた。その後、メダリアシステムから解放するためにメタビーに大破させられており、その後がどうなったかは不明。
ラスト
ヘベレケのメダロット。ほるまりん漫画版では実質上のイッキとメタビーのライバル。
当初はバイフィッシュ一式、ロボロボ団が強奪したアンビギュアス一式、メタビーのメダフォース発動後はベルゼルガシリーズを使用。
メタビーと何度も交戦し、経験を積む度にその実力を上げている。ヘベレケから「メタビーを倒し、越えること」を使命として与えられていたが、やがて自我が芽生え自らの意志でメタビーを打ち倒すことを望み、命令に背いた。
フユー墜落後も自らの意志でヘベレケ博士と共に行動し、彼の事を「父」と呼んでいる。ちなみにフユーン墜落時はチャイルドシートで助かったらしい。
トカゲモドキ堂
おみくじ町にあるペットショップ。『2』終盤ラストによるヒカル襲撃を目撃、セレクト防衛隊の事情聴取を受ける。『3』では生物の大量死事件を調査していたアリカに情報提供、死んだ生物が帰化生物であると話す。『4』では政府からの地震警報（実態は月のマザー）により避難する市民のためにトラックを供出した。
『3』の登場人物
ブラックビートル
おみくじ町近辺で帰化生物を大量に殺していた野良メダロット。殺した帰化生物の墓も作っていた。イッキ達と遭遇時、帰化生物のことを調べて知っていたアリカはその行為が正しいのか間違っているのかわからず、ただ「逃げて」と告げるも、どんな理由があれ殺すことには反対の意志を示したメタビーに銃を向けられる。しかし野生のタヌキに餌を与えた人間を襲っていたことからセレクト隊の討伐対象となっており、最期は駆除される。
しゃべる虫
世界各地で話題になり、イッキ達のもとにも度々現れた謎の虫達。虫の種類に特に法則は無く、人ではなくメダロットに話し掛けているという噂がある。
日本では桜島に現れたバッタのサクラジマ一号が最初の発見例である。
正体は各地に眠っている地球のマザーメダロットがキッズメダロットを眠らせるため使役しているメッセンジャー。使命を果たすためだけに本来よりも長くマザーたちに寿命を延ばされていた。頑なにメダロット達の目覚めを拒んでいたが、月のマザーが死んだ後はイッキに「まあよかろう」とだけ告げて去っていき、現れなくなった。

『4』の登場人物
虫マニア達
イッキ達がしゃべる虫について調べていたところに出会った虫マニア達。
あからさまに怪しい外観に興味を持ったアリカが取材を申し込み、そこで彼らもしゃべる虫について調べていることが明らかになったことから意気投合する。
メタビーと虫達の会話をネット上に公開したため結果的にメダロット社の暴走を幇助してしまい、それを危惧したアキハバラの命を受けたレトルトに襲撃される。
イサナガミ（タツタちゃん）
海に流されたメタビーが出会った巨大な鯨。その昔鯨を神と崇める民族によって脳にメダルを打ち込まれ、以来不死の身体とマザーに近い力を手に入れた。
メタビーにメダロットの正体やマザー達のこと、生物という存在についての自分の考えを伝えたが、後に月のマザーを止めようとして反撃に遭い脳を吹き飛ばされ死亡。イサナガミ以外にもメダルを打ち込まれた鯨もいたが、イサナガミ以外は死亡した。
メタビーからは「ばあさん」と呼ばれる。長生きしているせいかやたら達観した性格。
月のマザー
地球のマザーを封じるというメダロット社の意向を受けた宇宙飛行士達が月の遺跡より持ち帰ったマザーメダロットの脊髄とメダル。アキハバラが若い頃造ったメダロットのプロトタイプ0号をメダロット社が改造した「復元体」（外観はゲーム版のラスボス「グレイン」が巨大化したものだが、作中では明言されていない）にメダルが組み込まれている。
寿命により弱っている地球のマザーに反して強いメダフォースを持ち、一度に大量のキッズメダロット（レアメダルを除く）を操ることができる。
地球のマザー達と違い「目覚め、殖える」という使命に従う事に疑問を持っておらず、反発するイッキとメタビーに「侵食」という概念を説く。
イッキとメタビーとは最後まで相容れなかったが、結局は政府が放ったミサイルによって破壊される。最期は自身の主張の正しさを証明するように笑いつつ機能を停止し、イッキは何も言い返す事が出来なかった。

#### メダロット5、G
昆虫にちなんだ名前が付けられている。
テンサン コイシマル
『メダロット5』と『メダロットG』の主人公。すすたけ村に引っ越してきた小学4年生。メダロットのオメダを持っている。最初は急に遠くに引っ越したことで友達を作ることにためらいを感じていたが、ひょんなことからヤマトと打ち解け、すすたけ小学校のメダロット部の部長になり、部員と仲間を増やしていく。そして、弱小チームと呼ばれていたすすたけ小メダロット部を率いて、青銅学園との試合に負けたことをきっかけにメダロットの特訓を始める。
苗字は雑誌掲載時は「天山」だったが、単行本で「天蚕」に修正された。
　オメダ
コイシマルのメダロット。コイシマルが父親の仕事場から発掘されたメダルをプレゼントされたものである。一人称は「オイラ」。装備機体は「クロトジル」。転校したことで気弱になりがちなコイシマルを励まし、彼の名誉のために戦うこともある。
序盤ではロボトル初心者であり、実力不足に悩まされることもあったが、経験を積み、強くなっていく。
『5』最終回でイトに機体を壊されるが、部品取り寄せに時間がかかるため、その間の代用機体として「デコトム」を装備していた。
オオムラ サキ
すすたけ村に住む女の子。勝気な性格。愛機は「ジャンガリアン」（名前は「スズキ」）。
シジミ ヤマト
すすたけ村の村はずれにある神社の男の子。基本的にマイペースな性格。コイシマルと初めて話した。愛機は「ハシムコウ」（名前は「ドーナン」）。
タマヤス ヒコオ
すすたけ村村長の息子。ロボトルが強いことで有名な青銅学院のエリートだったが、弱小チームだったすすたけ小のメダロット部に負けはしなくとも辛勝だったため、青銅学院を退学させられる。その後は再戦に燃え、コイシマルの良きライバルとなる。愛機は「ネクウ」という名を持っている。『メダロット5』では「シンザン」を装着させ、『メダロットG』では「アドルフィン」を代用機体としていた。
ヒョウモン アサヒ
すすたけ村商店街の魚屋の息子。愛機は「ヒーラヌーラ」（名前は「ヌルハチ」）。
サメハダ オサム
アサヒといつも一緒に行動している悪ガキ。最初はコイシマルに反発していたが、とある事件をきっかけにコイシマルと打ち解ける。愛機は「スノーフェンリル」（名前は「クルウェルフ」）。『メダロットG』では「ヴェイグマン」も登場（名前は「タマサブロウ」）。
タテハ コノハ
すすたけ村小学校の図書委員。図書委員なだけあって知識は豊富。愛機は「ピンクラビー」（名前は「カロチーヌ」）。『メダロットG』では「チャッキー」も登場（名前は「オススメ」）。
シジミ ベニ
ヤマトの妹。愛機は「サニヅラウ」（名前は不明）。
ツユクサ カオル
ロボトル一芸入学で青銅学院に入学していたが、『5』では他校とのロボトルで負けた為に青銅学院を退学させられる。『G』ではヒコオに誘われ、湖畔名人として登場。本来の明るい性格を取り戻し、失敗することも含めてロボトルを楽しんでいる。愛機は「ガイライン」（3体の内、1号機は「ライジュウタ」、2号機は「イカヅチマル」という名を持っており、これらは「ロゼオマール」のパーツとの混合）。
タマヤス デンスケ
すす竹村の村長で、村おこしのためにと様々な企画を打ち出すが上手く行くことはあまり無い。
オバケ騒ぎを起こして村に注目を集めようとしたり、小学校の図書室から自分の伝記を置くスペースを確保するため、本を盗ませたりするなど後ろ暗いことも行う。
ゲーム版ではヒコオを溺愛するあまり代表選抜の大会ではヒコオがコイシマルに負けた際にはルールを曲げて再戦を設定したりとあまりいいイメージが無いが、漫画版では「もしヒコオが負けたら」というミヤマ先生の問に「村おこしのためガマンする」と答えるなど、村おこしに固くこだわる姿勢が強く描写され、コイシマル達に対してもアラクネに破壊されたメダロット達をポケットマネーで修復してくれるなど極めて好意的に接している。
アラクネ イト
村長秘書であり、村の各地でおばけメダロットを使って悪事を働いていた黒マントの正体。タマヤス村長の命令でおばけメダロット達を使役していた。また、村長に対してあえて成功しそうにない村おこしの企画を持ちかけるなど村長の評判を貶めようと暗躍する。それらの行為の目的は村長を村から追い出して村長宅を買い取り、地下にある「宝」（マザーメダロット）に接触し自分のコピーを作り、人の寿命を持つ自分の代わりにメダロットと過ごさせることだった。
使用メダロットは「ハードネステン」（名前は不明）。
　ハードネステン
アラクネのパートナー。名前は不明。アラクネのことをイトちゃんと呼んで慕っている。市販のメダロットとは比べ物にならない程、装甲と火力を上げられており、回避すら行わない。
『G』最終回で地下遺跡で岩に押しつぶされ生死不明。
アキ アカネ
コイシマルのクラスの担任。成り行きでメダロット部の顧問になる。
割と適当で気楽な性格だが教師らしいところもある。ウスモンに好意を抱かれているが本人は全く気付いていない。
使用するメダロットは「マクラリウス」（名前は「ブリード」）。
ミヤマ グンバイ
すすたけ小の非常勤教師で、アカネ先生が顧問になるまでは顧問の代わりをしていた。
勤務中でもしょっちゅう酔っ払っており、部室のマットで寝ていることが多い。
使用メダロットは「アカマッツー」「タケワッター」「ウメスッパー」。
ウスモン ハマキ
弓道部の顧問をしている体育教師で、丈夫な体を持つ。漫画版では借金の肩代わりという条件で、黒マントの手伝いをさせられていた。
ハンミョウジ ミチオ
「愛と正義のタクシー運転手」を自称するタクシー運転手で、転校初日に遅刻しそうになったところを学校に送り届けた縁でコイシマルと知り合いになる。熱くなりやすい性格で早とちりや勘違いが多い。
シゲユキ
えどむらさき市のメダロット研究所の研究員。漫画版『5』では登場せず、登場したのは『G』から。
　ミスターカバシラ
すすたけ村近辺で活動するロボトルレフェリー。ミスターうるちのような奇抜な登場方法はしない。
レボレボ団
『メダロットG』から登場した謎の集団。構成員は、アキアカネ（レボレボピンク）、ミヤマグンバイ（レボレボグレー）、ウスモンハマキ（レボレボブルー）、ハンミョウジミチオ（レボレボグリーン）、シゲユキ（レボレボホワイト）の五人。
「アラクネイトの起こした事件のせいで落ち込んでいる子供達を励まし、本来ロボトルは楽しいものであることを教えるため」結成された。
現場監督
おばけメダロットから現場監督と呼ばれるメダロット。レッドアンテナを装着し、おばけたちとは違う落ち着いたしゃべり方をする。おばけたちを追跡していたコイシマルたちの前に立ちふさがり足止めをした。
高い機動力でコイシマルたちを翻弄するが、ヌルハチの乱射がまぐれ当たりし倒される。その後、尋問をしようとしたサキたちの前で、ハードネステンに回収された。

#### メダロットDS
お菓子にちなんだ名前が登場人物に付けられている。
アマクラ アズマ
主人公。メダロットを手に入れることを夢見る少年。ロボトルで名をあげ父親に褒められようとする。
ガン
アズマのメダロット。アズマに父親が与えたメダルである。ガンノウズを装着する。射撃が下手。口が悪く、マスターのアズマに反抗的であるが、様々な相手と闘い、アズマとの距離を縮める。ロボロボ団に囲まれた際に、夢の中のアズマと同じセリフを言い励ました。頭部のナパームは強力だがアズマに危険物として使用を禁じられている。
ヒムロ コハク
ロボロボ団を追う謎の少年。アズマ達をロボロボ団の関係者と疑い、ロボトルで圧勝する。怪盗レトルトと仲が良いと噂されている。
愛機はサンジューロの「ジュウ」。
アサクサ チトセ
アズマの友人。
愛機はノワールカッツェの「ノワル」。その重力攻撃を受けると「めきょっ」という不思議な打撃音が鳴る。
ベニイ タルト
アズマの友人で、ガンの初めてのロボトル相手である。
愛機はドクタースタディの「ドクタ」。
オオシマ サクラ
校内で辻斬りまがいのロボトルをしており、アズマ達に襲い掛かるが初めて使用されたナパームの前に倒れる。
愛機はペッパーキャットの「P.C.」。
ダイトク ナット
サクラの子分。果たし状を送り、サクラを負かしたアズマ達に仇討ちをしようとする。地形に適合しない脚部パーツのガンを圧倒するが、周りを気にしない乱射により自分のアフロを焼かせてしまう。そして、一方的に自分の負けを認め、アズマ達にパーツを押し付けた。
愛機はキースタートルの「キース」。
テンリョウ
ちょんまげのような髪型をしたコンビニの店員。コハクとジュウに負けたアズマとガンに、ロボトルの基本を教える。
めのじ
テンリョウが相棒と呼ぶメダロット。射撃型パーツ「マーサイラモン」を装着する。生意気な性格で自分が主人だと言っている。店番をしているときにやってきた客に「人間はいないだってばよ」と言い応対する。そして、理不尽なクレームを浴びせてくる客に「買ってくれるのはうれしいけれどこれは子供向け、アンタ向けじゃないの」と言い放った。
ろのじ
テンリョウが友人と呼ぶメダロット。格闘型パーツ「マカイロドウス」を装着しマントを羽織る。ジュウ対策のため同じ格闘型としてアズマ達のロボトル練習に付き合う。アズマ達を翻弄するが興奮で動作が狂いアズマ達の攻撃を受けてしまう。対戦後、めのじからわざと負けてやったのではないと疑われるが、真相をはぐらかした。
コンビニの客
ほるまりんのオリジナルキャラクター「フルボッコちゃん」のシャツを着た人物。店番をするめのじに子供向け食玩へのクレームを言った。めのじに正論をぶつけられ泣いて帰る。
旧来のメダロットファンを意識して描かれている。
ラストF³
　ロボロボ団のメダロット。ポイズンスコピーを着けてコハクたちを拉致する。主力として扱われており、未完成スペナグメノーグに換装しコハクたちに襲い掛かる。手負いのジュウを倒すが、ガンの捨て身のナパーム攻撃により倒れた。ポイズンスコピー装着時では冷静な口振りだが、スペナグメノーグに着替えると口調が変わり、巻き舌になる。
快盗レトルト
ロボロボ団と闘う謎の人物。その外見からアガタヒカル以外の人間のようである。
ママ
アズマの母親。父親との関係に悩むアズマを慰める。
パパ
アズマの父親。いつも厳しい顔をしている。アズマがメダロットを手にするには少し早いと思っている。ロボロボ団による拉致事件解決後、アズマをほめた。

### 用語
組織・集団
メダロット社(株)
メダロットの開発を引き受ける会社。漫画で表記されるときは(株)が着いているとなる。ロボトルレフェリーやロボトル保険、セレクト隊などの子会社や関係部署を従えている。国ごとにそれぞれの開発、販売ラインが存在し、各工場からも積極的に新製品のアイデアが出ているが、顧客からは新製品を出しすぎているという意見もある。
社長職にはニモウサク一族、大株主としてアングラ一族がある。基本的に両者の考えは異なっており、様々な内紛を起こす。少数勢力としてメダロット博士も独自の活動をしている。また、ロボロボ団とは別にヘベレケ博士の賛同者も多数潜伏しており様々な裏工作をしている。
基本的にはおもちゃ会社として世間からは扱われており、土中からメダルが発掘されるのも「演出」の一つと考える市民も多い。
ニモウサク一族
20世紀初頭にメダルに関する一切の権利を取得し、研究している一族。メダロット社(株)社長を輩出し社内の多数派を担う。メダロットと人間が平和に付き合っていくことをめざしておりアングラ一族とは対立する。怪盗レトルトとメダロット博士の繋がりについては知らされていなかった。
アングラ一族
ニモウサク一族の血縁でメダロット社の大株主。初出は『メダロッターりんたろう』数百年前より巨大ロボット開発の技術を持つ。メダロットを道具としてみている。利益第一主義であり、盗難したメダロットを違法改造し販売する、ロボトルレフェリーを一斉解雇するなどの悪事を行う。実力行使の際はセレクト隊は使わず独自の私兵集団を使う。
ロボロボ団
ヘベレケ博士が首領を務める犯罪組織。『1』での主な構成員はタイヨウ率いるセレクト隊第一部隊である。序盤では宇宙人を名乗り給食泥棒や海水浴場での迷惑行為など軽い悪事をしていた。やがて、ヘベレケ博士の命令を無視し、ロボトル世界大会で選手への暴行などを行い、その正体を露わにする。大会後は人工メダルを暴走させる怪電波発生装置や独自開発したメダロットビーストマスターと共にセレクトビルに籠城、魔の十日間を起こす。
魔の十日間が解決しタイヨウ達が逮捕された『2』では、新幹部陣による更にヘベレケ博士に忠実な組織として活動を再開、セレクト島地下の浮遊要塞を拠点とした。一時期は謎のアフロ集団を名乗っていた。
セレクト隊の本部機能をマヒさせ事件を起こそうとするが、ラストの情報漏えいによりイッキ達の襲撃を受ける。浮上させた浮遊要塞により逃亡を図るも、アワモリ率いるセレクト隊が追い打ちをかけ、浮遊要塞は墜落、ヘベレケ博士含めメンバーは消息不明になる。
消息不明になった幹部陣は『3』でアングラ一族により偽の住民票を与えられ、違法改造メダロットの販売に加担していた。そして、メダロット博士やイッキ達をメダロット社屋上に呼び寄せ、罪を被せようとしたところに生死不明だったヘベレケ博士が介入、幹部たちはヘベレケ博士の部下に戻りロボロボ団再結成となる。
『DS』時点でも組織は健在であり、未完成スペナグメノーグを盗み、コハクを拉致、それを助けに来たアズマとも交戦した。
セレクト防衛隊
メダロットを使った犯罪の増加に伴い、設立された私設機甲部隊。略称は「S.D.F」。全国に支部を構える。『1』では自作自演によるロボロボ団との戦いなどから市井の評価は高かったが、魔の十日間後は犯罪集団との関係から疑惑の目を向けられている。運営方法については長らく不明だったが、『DS』時点ではメダロット社に所属している。
主な職務はメダロット犯罪への対処や危険な野良メダロットの駆除、災害時の避難誘導やメダロット社からの雑務など多岐にわたる。権力は弱く、捕えた犯罪者がすぐに釈放されるなどのケースがある。
『2』序盤では、不審人物として怪盗レトルトを追っていた。
メカニック
メダロット
メダロット社が販売している玩具。頭脳であるメダル、筋肉兼運動神経のティンペット、外骨格のパーツの三点で構成される。大きさは1メートル程で重量は子供が苦も無く支えられるほどである。人気商品であり、その売上げは日本経済を支えていると劇中のとある政治家は語る。
メダル
メダロットの脳の役割を果たす。莫大な情報処理能力を持ったクルミ大の物体。世界各地の遺跡で発掘されるが、市場に出回っているメダルの大半は発掘品のクローンメダルである。それぞれが多彩な人格と能力を持ち、幼児並から老人程度までその精神的発達はさまざまである。古代から人々はメダルに知恵があることを知っており、崇拝の対象や儀式に使われた。現在でもメダロット社を含め、様々な人々が研究を行っている。基本的に寿命は恐ろしく長いが、メダルが壊れると死ぬ。現行人類の技術では破損したメダルを修復することはできないが、一部の宇宙人はメダルを修復できる。
ティンペット
メダロットの神経としてメダルの思考を伝える。また、人工筋肉マッスルケーブルを備える。そのままでは自立出来ないほど柔らかく出来ており、メダロットのフォルムの多様化に一役買っている。柔軟ではあるがとても頑丈であり、壊れる場面はほとんどない。数の多いオス型と少数で高価なメス型に分かれる。
パーツ
メダロットの外装。外骨格としてメダロットの機体を支え、それぞれに装備がある。メダルを搭載した部分を保護する頭部、右腕パーツと左腕パーツ、メダロットを支え酸素を触媒として取り込む脚部パーツ（環境に適した脚部パーツを装備しない場合、機動力が削がれたり、酸素の取り込みがうまくいかないなどの不具合をもたらす）の四点からなる。ニューロンファイバーレジンポリエステル(NFRP)を使用しており、感覚器官としての役割を持つ。ティンペットと同じようにオス型とメス型に分かれ、同性のティンペットでなければ装着できない。
ロボトル
メダロット同士を戦わせる競技のことで、ロボットバトル略してロボトルである。敵チームリーダーの頭部パーツを破壊し、機能停止させた方が勝利者となる。公式ロボトルでは勝者は敗者のパーツを一つもらうことが出来る。ルールなどは厳しく定められており、ロボトルレフェリーの指示に従うことが求められる。社会的にも受け入れられており、実力者は進学などで有利になることもある。
『G』までは敗者が渡すパーツは現物だったが、『DS』ではパーツのデータを受け渡す。
変化パーツ
メダロットのパーツの中で他のパーツに換装する機能を持つ物。
メダロット社からの試供品一時レンタルであり、ランダムで選ばれるため、戦況にそぐわないパーツが出ることもある。
宇宙人の使う変化パーツは真の意味で他のパーツに「変化」することが出来る。
アンチエア
飛行メダロットへの対空攻撃パーツの総称。威力は大したことのないものばかりだが、ベクトルの操作で相手を地面や壁に叩きつけることや、敵メダロットの進路上に弾幕を設置するなど、飛行メダロットが持つ高い運動エネルギーを利用する攻撃である。反面、飛行メダロット以外には大きな損傷を与えることが出来ない。
スラフシステム
フシハラ博士の開発したメダロットの自動修復システム。メダロットの装甲内に潜んだナノマシンが部品を修復する。他のメダロットの指令無しでナノマシンが自動修復するスラフシステムと、他のメダロットの指令でナノマシンが治療することは厳密に区別される。漫画版では動作により摩耗する部品を修復しメンテナンスの頻度を減らし、長期間の活動を可能にするためのシステムとされている。
市販の製品ではロボトルの損傷を完全に直すことはできず、修理に出すことが一般的。
メダロッター
メダロットを持っている人間を指す。魔の十日間後、規制が設けられ、登録などが厳しくなった。
メダロッチ
メダロッターが使用するメダロット操作デバイス。メダロットへの指示や転送、パーツ管理や、ロボトル時の戦況分析などを行う。ソフト、ハード共に頻繁に機種変更が行われており、『G』までは腕時計型のメダロッチが主流であった。『DS』では携帯電話のアプリケーション型が主流である。
転送
メダロッチの基本機能で、衛星を介しメダロットのパーツ一式とメダルを瞬間的に送ること。基本的にはメダロット社の通信衛星を使う。漫画版独自の表現として、柔らかなティンペットが転送され、ネジ単位まで分解されたパーツがそれに組み込まれてメダロット完成となる。
『3』時点でセレクト隊は転送の履歴を入手し、個人を特定できる。怪盗レトルトはこれを防ぐため、打ち上げ式の簡易衛星を使いメダロットを転送している。
メダフォース
一部のメダルおよびマザーが持つ能力。メダロットを従わせ、強制的に操作したり自壊させたりする。暴走状態で発動させると体温が急上昇しパーツが溶解する。
メダリアシステム
ヘベレケ博士の開発したメダフォース強制発動システム。暴走状態でメダフォースを発動させる。ヘベレケ失踪後はこのシステムを巡り、メダロット社から命令を受けたセレクト隊とメダロット博士の命令を受けた怪盗レトルトが交戦した。しかし、既にシステムはアングラ一族の手に渡った後だった。
野良メダロット
主人に先立たれたり、捨てられたりしたメダロットのこと。魔の十日間後、急速に増え社会問題となっている。『1』の後のロクショウもこれにあたる。社会からの扱いは厳しく、PTAが子供たちに接触を禁じたり、セレクト隊の駆除対象にもなっている。
浮遊要塞
『2』でロボロボ団が旧セレクト島地下に建設した拠点。他メディア作品における「フユーン」にあたる。フユーンストーンを使い、空を浮遊するが、安い金属を継ぎ接ぎした外殻であり、へこみやすい。
内部にはメダロット側からの通信でパーツを送るフユーンコンピューターやメダリアシステムの情報が入っている。
『2』終盤において緊急浮上するが、セレクト隊の攻撃を受け山に墜落した。『3』ではメダリアシステムを巡りセレクト隊、怪盗レトルトが残骸を調べようとした。
遺跡
メダロットが星に降下するために使われた上陸ポッド。
一体のマザーメダロットと多数のキッズメダロットがセットで格納されていた。現在、地球ではこれらの遺跡でメダルやフユーンストーンなど貴重なものが発掘される。しかし、メダロット社はメダル以外の発掘品に興味を持っていない。
マザーメダロット
メダロットの親機。「仲間を殖やす」という使命を持ち、多数のキッズメダロットをメダフォースで操る。その他にも虫を延命させ言葉をしゃべらせることも出来、アラクネによれば、人間の人格を、メダルにコピーさせることも可能だという。また、電波を傍受することも可能。
この内地球に降り立ったものは、現地の人間と接触し知恵を与え、崇拝対象にもなった。その後、地球の環境を破壊することを嫌ったマザー達は「仲間を殖やす」という使命を放棄、多数のキッズメダロット達と共に眠りについた。
キッズメダロット
マザーの命令を受け活動するメダロット。本来はメダフォースによる操作で活動しており、自我は持っていなかった。
現在メダロット社(株)が販売しているメダロットは、これらキッズメダロットのメダルに、人間の手で作られたレプリカのボディを与えたものである。
事件
ロズウェル事件
1947年にロズウェルで起きた事件。漫画版メダロットでは日本メダロット開発チームが独自に米軍と協力し、初めてUFOの撃墜に成功した事件である。これによりUFOに乗っていたコスモエイリアンは二体の内、一体が死亡、もう一体は生け捕りにされた。
このコスモエイリアンをサンプルとし、人類産メダロットの開発は飛躍的に進行する。
魔の十日間
宇宙人という偽装を外しセレクトビルに籠城したロボロボ団が、セレクト隊販売メダルを暴走させる電波を放出した事件。街の至る所で破壊活動を行う暴走メダロットに対し、暴走していないメダロットと人間が立ち向かった。
事件の解決を急いだメダロット博士は、子供たちに未発売の変形メダロット三種（ランドモーター、レディジェット、ブルーサブマリン）を貸し与え、セレクトビルへの陸海空同時突入作戦を促した。ユウキとパディの空中班はビル内に侵入したものの、待ち受けていたロボロボ団メタルビートル部隊に敗北する。悪ガキ三人組で構成された水中班は護衛の警備メダロットを排除し、建物内に潜入するが、ビーストマスターに敗れる。ヒカルとキララ、ロクショウの陸上班は食糧輸送のため下された跳ね橋を通りセレクトビルに進入、警備メダロットと交戦を繰り返し、電波発生装置を備えた屋上へたどり着く。その後、ロボロボ団殲滅を焦った日本政府が衛星軌道上からのレーザー攻撃を仕掛けようとしたところ、ビーストマスターが先制攻撃、レーザー砲台メダロット全十二機は破壊される。そして戦いは続き、セレクトビルの崩壊、主要人物の逮捕、ビーストマスターの行方不明で幕を閉じる。
事件解決後、人々の記憶からは急速に薄れたが、セレクト隊の信用失墜、野良メダロットの増加、メダロットへの各種規制など様々な影響を残した。
また、事件で使用されたビーストマスターやブラックメイルなどのメダロットに関して、メダロット社と日本政府は情報を操作しそれに関する都市伝説も生まれた。
謎のキノコ
メダロットに寄生、急速に成長し機体を操る。寄生されたメダロットは通常よりも高い能力を発揮し、高所に登りキノコの胞子を飛ばす。
アリカが廃坑に写真撮影をしに行ったときに、共にいたブラスに寄生する。その後、ラムタムが無理やりキノコを引きちぎると、今度はラムタムに寄生、銭湯の煙突に登ったが突然現れたしゃべる虫にキノコが齧られバランスを崩し、熱湯に落下、菌は全滅した。

## 藤岡建機版
藤岡建機が手掛けた作品で、「メダロッターりんたろう、およびメダロットR」と「漫画版メダロットNavi」の2つが存在する。

### メダロッターりんたろう / メダロットR
『りんたろう』は『コミックボンボン』にて1998年07月号から1999年09月号まで連載されていた（単行本は全3巻）。『R』は1999年10月号から2000年07月号まで連載（全2巻）。基本的な話の内容は同じ。勢いのあるバトル的な展開も多く、何度か性的なサービスカットを挟むこともあった。
ほるまりん連載漫画、メダロットの外伝的な物語であり主人公も違うが、後に世界観はイッキ編と統一され、作中にもイッキ編のキャラクターが登場する。ただし、各メダロット作品に共通してキャラクターの言動や設定に差異がある。
ゲーム版『R』とは一部メダロットこそ共通し、本作の鱗太郎や刃助など今作のキャラクターも登場するがストーリーには特に繋がりは無く、設定も全体的に大きく異なっている。
ゲーム版『メダロット4』では作中に登場し、クリア後にはいつでもロボトル出来るようになる。なお、メタビーとほぼ同型のカンタロスは完全独立して登場している。両腕はカブトメダルと相性がいいが、頭と脚部は威力系メダルと相性がいい。
登場人物は海産物にちなんだ名前が付けられている。

#### あらすじ
亀山小学校に通う波島鱗太郎（りんたろう）は幼い頃に伝説のメダロッターヒカルと出会いメダロットの魅力に気付く。4年に進級し部活動を決定する際にメダロット部への入部を決めるが、メダロット部は問題ばかり起こしている部活動だった。

#### 登場キャラクター（りんたろう）
波島鱗太郎
『メダロッターりんたろう』および『メダロットR』の主人公。メタビーと同系統のKBTタイプ2020（同タイプの最新型）カンタロスが愛機。亀山小学校に通う。「だぜ」が口癖の熱血漢。この漫画ではヒカルは伝説のメダロッターとして非常に人気があり、りんたろうもヒカルに憧れている。後に宇宙メダロッターRに任命された。
ボンボン本誌で描かれたメダロット・ナビのショートストーリーでは、鱗太郎がナビのキャラクターデザイン風に描かれたこともあった。
カンタロス
りんたろうの愛機。メタビーに酷似しており、パーツはメタルビートルのそれの改良型(型番も2020モデル)。『メダロットR』では機体を、りんたろう達が基本コンセプトを考えたオリジナルのメダロット、アークビートルに換装した(読者公募)。
当初ははっきりとした自我を持っていなかったが、この頃より感情を表すようになり、片言ながら鱗太郎同様に「だぜ」を口癖として喋るようになる。また『メダロット・ナビ』においては（ただし、単行本収録時にはこのシーンは削除されている）、さらにその改良型であるアークビートルダッシュに換装した。
高速弐脚射撃型という特殊な編成で使われる。
海馬竜
KWG型カスタムタイプ「マッハマッシヴ」を駆るハイパーメダロッターで、「マッハの貴公子」の異名を持つ。少々気障だが、眉目秀麗で非常に女性に人気がある。また気くらいが高く、自分の邪魔をされるのが許せない性格。花園学園に通い、コウジの2年先輩にあたる。必殺技は相手の機体に「MACH（マッハ）」の刻印（サイン）を刻む「サウザンズクリンカー」。りんたろうたち亀山小メダロット部との決戦では一人で三体のマッハマッシヴを操る荒業を披露した。後に宇宙メダロッターMとなり、KWG型「ゾーリン」を従えてXメダルと戦った。
鮫島刃助
亀山小学校男子メダロット部部長。優等生的な女子メダロット部に対し、男子は素行が悪く、「ダメロット部」と揶揄されている。愛機はシアンドッグ型「ドギー」。（人間に対して銃を向けるという）命令を拒んだドギーを蹴り飛ばし、りんたろうの逆鱗に触れたことがあった。だが、愛機を失った時は暫くそのショックから立ち直れなかったように、本当は人一倍メダロットへの愛情は強い。イッキと鱗太郎の真剣ロボトルが行われた際、鱗太郎の助太刀をするために脇からメタビーを攻撃するが目標がずれてカンタロスの頭部パーツを破壊、機能停止させた。そのためカンタロスの頭部パーツをイッキ（正確にはメタビー）に持って行かれてしまう。カンタロスがアークビートルになる原因を作った人物。
アニメ版（無印）にも、ワンシーンだけゲスト出演している。
さとうたまを（佐藤玉魚）先生
りんたろう達の通う亀山小学校の教諭で、男子メダロット部顧問だが、メダロットのことは良く知らない初心者。先生として顧問として一生懸命だが、天然で子供っぽい性格のために色々とドジを踏むことが多い。また、泣き虫でもある。容姿は明るい金髪と緑色の瞳が特徴。
学校（ゲームではカメヤマ小）が登場した関係で、ゲーム版『4』に特別出。またゲーム版『navi』では「ブロッソメイル」を従えている。
円
『メダロットR』に登場。宇宙メダロッター候補生で、亀山小の理科教師（ということになっている）ジックに恋心を抱く。亀山小メダロット部を倒し、自分の力をジックに示そうとする。愛機はKBT型カスタムタイプ「アンズドビートル」。『メダロット・ナビ』にも登場。
アンズドビートル
円のメダロット。当初ははっきりとした感情を示していなかったが、Xメダルの攻撃から自らの意志で円を庇った。その時「メダロッターとメダロットは友達」との思いを口にした。
『メダロット・ナビ』では、メダロットは人間に使われてこそ真価を発揮するとの考えから、脱走した「クワガタバイザン」やその手助けをする弟「カブトベニマル」と戦った。ゲーム版ではクラスター内ではぐれた弟「マスクドカブト」（=カブトベニマル）を捜している。大人しい性格だが、寝起きは非常に悪く性格が一変する。
鮟蔵具左衛門
漫画版オリジナルの敵役。初出は藤岡の『メダロッターりんたろう！』だが、後にほるまりんの描くシリーズにも登場。鮟蔵家はメダロット社の株数割を有する大株主であり、都心に5000坪の大邸宅を構える富豪。メダロット社に対する強い発言権を持ち、具左衛門の息子具兵衛を専務として送り込むなどして社の利益を貪っている。また幕末の時代、黒船によりもたらされた技術を研究し大型ロボット「ブー天号」を開発したというメダロット研究の先達、初代鮟蔵具視が祖先であると主張している。その鮟蔵家を実質仕切っている具左衛門は、一家の中でも特に欲深く悪知恵が働き、Xメダルを狙い宇宙メダロッターXと交戦、また『3』ではロボロボ団幹部を利用して違法改造メダロットを売りさばき、その罪をメダロット博士やイッキ達になすりつけるために、メダロット社（株）屋上で四聖獣を模した改造メダロット軍団で襲い掛かる。その後、逮捕されるも詭弁を弄して刑を免れた。
秋葉原ナエ
メダロット博士の孫娘。元々はゲーム版『1』のヒロインの一人だが、ほるまりんの描く漫画にはほとんど登場しておらず、漫画版においては『メダロッターりんたろう！』における出演がメインとなる。ゲーム版『2』以降と比べても大人びた容姿となっている。メダロット社にて研究員を務めているが、開発中のブラックメイルを鮟蔵に強引に持ち出されて以来、その横暴に振り回される事となる。立場上、重役の鮟蔵に逆らえず付き従わされ、潜水艦の沈没に巻き込まれたり鮟蔵共々北国に左遷されたりなど、酷い目にばかり遭う。最終回でも鮟蔵に付き従って宇宙メダロッターX（ヒカル）と交戦するが、ヒカルの言葉と自身の良心の呵責から鮟蔵に反逆し、ヒカルの勝利に貢献した。

### メダロット・ナビ
「メダロット」シリーズはタイトルを同じくしても各メディアが独自のストーリーを持っているのが特徴だが、この作品では珍しくゲームに近い内容になっている。しかしゲーム本編のストーリーを直接描く訳ではなく、大筋としてはクラスター事件の前日談と後年の出来事が並行して描かれる。前者の主役はゲームと同じくカスミ、後者の主役はメダロットであるクワガタバイザンである。しかしメタビーとの出会いと日常、シデンとの交流等、ゲーム版とは異なる面も多く、ゲーム本編のようなコミカルな雰囲気もかなり少ないシリアスな作風となっている。何よりゲーム版でのシナリオにあたるクラスターでの出来事が悲壮感を以って語られており、挿入される『星の王子様』の引用と相まって叙情的雰囲気を持つ作品となっており、破天荒でギャグも満載だった藤岡の前作『りんたろう』とは正反対の作風を持つ。『りんたろう』のキャラクターが登場するが世界観の繋がりの程度は不明。尚、そのシーンのみ絵柄や雰囲気が『りんたろう』風になっている。予告では当時のセミの俗説（成虫の寿命は7日間）に擬えた「7日間の物語」とされていたが、実際にはそのような描写は無い。コミックボンボン2001年07月号 - 2001年12月号連載。

#### 登場キャラクター（ナビ）
アサノ カスミ
『ナビ』の主人公。幼い頃に愛機であるメタルビートル級の「メタビー」を失っており、以来それを引きずりメダロットを所持していなかったが、旧校舎でカブトメダルを偶然見つけ、「メタビー」の名を与えて自分のメダロットとした。当初は以前の「メタビー」との性格の違いに戸惑っていたが、友情の絆で結ばれていく（作中では明確に語られはしないが、この「メタビー」はグランビートル、カイゼルビートルのパーツを得てクラスターで戦うことになる）。尚、ゲームでは過去に愛機を失った設定は無く、年相応のお人好しな性格の少年である。ゲームと漫画における作風の違いを象徴するキャラクターの一人。
サチ
カスミのクラスメートの一人。クラスでの席はカスミの隣。あまり強くはないがロボトル好きであり、メダルの無いメダロッチを持つカスミを見て彼をロボトル普及委員会にさそった（この行動が、カスミが旧校舎でカブトメダルを手に入れる遠因となる）。愛機がゲームで使用していたサイレントリーフではなくラーヴァになっており、サチ同様のほほんとした性格。
コハルビ ヒヨリ
カスミの幼なじみであり、クラスメート。メタビーを失って失意のうちにあったカスミを生徒会に入らせることで立ち直らせようと悪戦苦闘しながら腕章を作るなど、カスミのことは何かと気にかけているようである。愛機ブレザーメイツのオプチ曰く、「お母さんみたい」。

## 舵真秀斗作品『男！度胸 メダカードファイターズ』
舵真秀斗による、メダロットカードゲームを主題とした漫画作品。『コミックボンボン』2000年08月号 - 2001年06月号連載。
「メダロット」がフィクションとして存在する世界で、メダロットに興味は無いが将棋が強い少年・伊藤園度胸がメダロットカードゲームと出会い、大会にまで出場するようになるまでを描く。
当初は半年の連載の予定だったが、人気のために延長された。しかし物語終盤、作者の舵真に次の仕事が来たために度胸の準決勝進出が決定したところで打ち切りとなった。その後の展開の構想は舵真自身によって語られている。

## 坂野カヲリ版
坂野カヲリにより、『別冊コミックボンボン』に掲載された。『メダロット2』『メダロット3』を原作としている。

## 田中靖規作品『メダロット7』
田中靖規による作品。『最強ジャンプ』2012年 08月号-10月号までと2013年 1月号に短期連載された。

## Zトン作品『メダロット ガールズミッション』
Zトンによる作品。『電撃マオウ』2016年4月号にクワガタバージョンの漫画版、5月号にカブトバージョンの漫画版が掲載された。

## 伯林作品『メダロット再〜リローデッド〜』
伯林による作品。『マンガほっと』2017年12月27日より2023年2月12日にかけて「週刊メダロット通信」内で連載。

## 書籍情報
講談社から出版され、絶版となっていた単行本が、2013年から描き下ろしの表紙、修正、合本を施し、新装版として刊行されている（2017年12月現在、ほるまりん作のメダロットGまでの6作品7冊が刊行されている）。また、一部の書籍が電子書籍化している。

### ほるまりん作品
メダロット（講談社、KCデラックス、B6）
1. 1998年03月04日発行 ISBN 978-4-06-319907-9
2. 1998年10月02日発行 ISBN 978-4-06-333979-6
3. 1999年02月03日発行 ISBN 978-4-06-334032-7

- 新装版 メダロット ヒカル編 2013年06月21日発行 ISBN  978-4-06-376863-3

メダロット2（講談社、KCデラックス、B6）
1. 1999年07月03日発行 ISBN 978-4-06-334210-9
2. 1999年12月03日発行 ISBN 978-4-06-334260-4
3. 2000年05月02日発行 ISBN 978-4-06-334301-4
4. 2000年06月03日発行 ISBN 978-4-06-334306-9

- 新装版 メダロット イッキ編（1）2014年10月23日発行 ISBN 978-4-06-377080-3
- 新装版 メダロット イッキ編（2）2014年12月22日発行 ISBN 978-4-06-377107-7

メダロット3（講談社、KCデラックス、B6）
1. 2000年12月04日発行 ISBN 978-4-06-334369-4
2. 2001年04月04日発行 ISBN 978-4-06-334398-4

- 新装版 メダロット イッキ編（3）2015年02月23日発行 ISBN 978-4-06-377138-1

メダロット4（講談社、KCデラックス、B6）
1. 2001年09月04日発行 ISBN 978-4-06-334442-4
2. 2001年12月06日発行 ISBN 978-4-06-334478-3

- 新装版 メダロット イッキ編（4）2015年04月23日発行 ISBN 978-4-06-377182-4

メダロット5（講談社、KCデラックス、B6）
1. 2002年07月03日発行 ISBN 978-4-06-334516-2
2. 2002年08月02日発行 ISBN 978-4-06-334584-1

- 新装版  メダロット コイシマル編（上） 2017年10月23日発行 ISBN 978-4-06-393293-5

メダロットG（講談社、コミックボンボンKC、新書）
1. 2003年03月04日発行 ISBN 978-4-06-323969-0
2. 2003年09月03日発行 ISBN 978-4-06-323983-6

- 新装版  メダロット コイシマル編（下） 2017年10月23日発行 ISBN 978-4-06-393294-2

### 藤岡建機作品
メダロッターりんたろう！（講談社、コミックボンボンKC、新書）
1. 1998年12月02日発行 ISBN 978-4-06-323855-6
2. 1999年05月01日発行 ISBN 978-4-06-323870-9
3. 1999年11月02日発行 ISBN 978-4-06-323881-5

メダロッターりんたろう！メダロットR（講談社、コミックボンボンKC、新書）
1. 2000年03月03日発行 ISBN 978-4-06-323893-8
2. 2000年07月04日発行 ISBN 978-4-06-323903-4

メダロット・ナビフジオカケンキ名義（講談社、コミックボンボンKC、新書）
- 2001年12月06日発行 ISBN 978-4-06-323933-1

### 舵真秀斗作品
男！度胸メダカードファイターズ（講談社、コミックボンボンKC、新書）
1. 2001年03月03日発行 ISBN 978-4-06-323911-9
2. 2001年06月04日発行 ISBN 978-4-06-323920-1

### 田中靖規作品
メダロット7 メダロット7カブトVer./クワガタVer.パーフェクトロボトルブック（集英社、Vジャンプブックス、A5）に1話から3話を収録。番外編は未収録。
- 2012年9月18日発行 ISBN 978-4-08-779638-4

### Zトン作品
メダロット ガールズミッション メダロット9×ガールズミッション オフィシャルデザインアーカイブス プラスに収録。